# Мозо-ин-Пассирия
Мозо-ин-Пассирия (Мос-ин-Пассайр, итал. Moso in Passiria, нем. Moos in Passeier) — коммуна в Италии, располагается в регионе Трентино — Альто-Адидже, в провинции Больцано.
Население составляет 2171 человек, плотность населения составляет 11 чел./км². Занимает площадь 193 км².
В коммуне 15 августа особо празднуется Успение Пресвятой Богородицы.